# Marquesat de Puebla de Cazalla
El Marquesat de Puebla de Cazalla és un títol nobiliari espanyol creat pel rei Joan Carles I en 1994 a favor de Javier Benjumea Puigcerver, (1915-2001), fundador de l'empresa d'enginyeria Abengoa, en reconeixement de la seva dedicació al món empresarial i mecenes del foment del saber i la cultura. Amb anterioritat se li havia concedit la Gran Creu de San Gregorio Magno.
El seu nom es refereix al municipi andalús de La Puebla de Cazalla, en la província de Sevilla.

## Marquesos de Puebla de Cazalla
|                           | Titular                    | Període                   |
| Creació per Joan Carles I | Creació per Joan Carles I  | Creació per Joan Carles I |
| ------------------------- | -------------------------- | ------------------------- |
| I                         | Javier Benjumea Puigcerver | 1994-2001                 |
| II                        | Javier Benjumea Llorente   | 2002-actual titular       |

## Història dels Marquesos de Puebla de Cazalla
- Javier Benjumea Puigcerver (1915-2001), I marquès de Puebla de Cazalla.

1. Casat amb Julia Llorente Zauzola. El succeí el seu fill:

- Javier Benjumea Llorente, II marquès de Puebla de Cazalla.

1. Casat amb Mónica Serra Goizueta.